# Elektroniczny transfer środków
Elektroniczny transfer środków (EFT, ang. electronic funds transfer) – elektroniczny transfer pieniędzy z jednego rachunku bankowego na inny, wykonywany w obrębie jednej instytucji finansowej lub pomiędzy wieloma instytucjami, za pośrednictwem systemów komputerowych i bez bezpośredniej interwencji personelu banku.